# Rupia

Roxo : países que usam uma rupia como moeda oficial Índia, Indonésia, Maldivas, Maurício, Nepal, Paquistão, Seychelles, Sri Lanka
Laranja : países onde a rupia de um país estrangeiro tem curso legal
Rupia indiana : Butão, Nepal, Zimbábue
Rupia indonésia : Timor Leste

A rupia (em híndi e urdu: रुपया, transl. rupayā, do sânscrito rúpya, rūpyakam,  "moeda de prata") é o nome comum das moedas oficiais da Índia, Paquistão, Sri Lanka, Nepal, Maurícia, Seicheles, Indonésia e Maldivas.
Divide-se em cem unidades, denominadas centavos nas ilhas Seicheles, Maurícia e Sri Lanka; paise (singular: paisa) na Índia, Paquistão e Nepal; sen na Indonésia; laaris nas Maldivas. O símbolo genérico é ₨ ou Rs, com variações nacionais. Para diferenciar das demais rupias, a Índia introduziu o símbolo ₹ em 2011.

## Etimologia
O precursor imediato da rupia é o Rūpiya - a moeda de prata pesando 178 grãos (11,53 gramas) cunhada no norte da Índia pelo primeiro Sher Shah Suri durante seu breve governo entre 1540 e 1545 e adotada e padronizada mais tarde pelo Império Mughal . O peso permaneceu inalterado muito além do final dos mongóis até o século XX.
A palavra hindi - urdu rūpaya é derivada da palavra sânscrita rūpya, que significa "prata forjada, uma moeda de prata", na origem um adjetivo que significa "bem torneado", com um significado mais específico de "estampado, impresso", de onde "moeda". É derivado do substantivo rūpa "forma, semelhança, imagem". A palavra rūpa é ainda identificada como relacionada à raiz dravidiana uruppu, que significa "um membro do corpo". Além disso, a palavra rūpam está enraizada no tâmil como uru (forma) derivada de ur (forma), que em si está enraizada no ul, que significa "aparecer".

## História
A variante Rūpaya foi usada para a moeda criada , no século XVI por Sher Shah Suri, um afegão que reinou por um breve período (1540 a 1545) em Délhi. A Rūpaya original era uma moeda de prata cujo peso correspondia a 178 grãos ou 11,5344 gramas. A moeda circulou desde então, até mesmo durante o período da Índia Britânica, com 11,66 gramas e 91,7% de conteúdo de prata por peso (isto é, prata no valor de cerca de US$ 4 em preços atuais). No final do século XIX, a taxa de câmbio usual era de 1 rupia para 1 xelim e 4 pence britânicos, ou 1/15 da libra esterlina.
O uso da prata como padrão teve consequências sérias no século XIX, quando as maiores economias do mundo adotavam o padrão-ouro. A descoberta de grandes quantidades de prata nos Estados Unidos e em colônias europeias resultou no declínio do valor da prata em relação ao ouro. Com isto, a moeda-padrão da Índia perdeu valor em relação ao resto do mundo.